# Johann Conrad Bürgy
Johann Conrad Bürgy (* 6. November 1721 in Schaffhausen, Schweiz; † 17. April 1792 in Bad Homburg vor der Höhe) war ein schweizerisch-deutscher Orgelbauer.

## Leben
Der aus Schaffhausen, Schweiz stammende Orgel- und Instrumentenmacher Johann Conrad Bürgy wirkte ab 1754 in Nieder-Florstadt als Geselle des Orgelbauers Johann Friedrich Syer. Im Jahr 1757 heiratete er dessen Tochter Margaretha Magdalena. Bürgy ließ sich 1763 im hessischen Homburg (heute Bad Homburg vor der Höhe) nieder und führte dort eine eigene Werkstatt.
In der landgräflichen Schlosskirche von Bad Homburg ist das Gehäuse seiner größten Orgel, einem dreimanualigen Werk, erhalten. Sein letztes Werk, welches von seinen Söhnen vervollständigt wurde und dessen Prospekt noch erhalten ist, entstand in der St.-Ursula-Kirche im benachbarten Oberursel.
Drei seiner Söhne arbeiteten ab den 1780er Jahren in der väterlichen Werkstatt mit und führten den Betrieb nach dem Tod ihres Vaters unter dem Namen Gebrüder Bürgy fort:
- Philipp Heinrich (1759–1824)
- Johann Ludwig Wilhelm (1761–1838)
- Johann Georg (1771–1841)

## Werk
Von Bürgy sind 14 Orgelneubauten nachgewiesen. Er baute auch zweimanualige und eine dreimanualige Neubauten. Das Pedal ist auch bei kleinen Orgeln immer selbstständig und nicht nur angehängt. Während die regionalen Landorgelbauer meist traditionelle fünfachsige Prospekte bevorzugten, in denen sich Türme und Flachfelder abwechselten, ließ sich Bürgy durch die in Hanau ansässigen Orgelbauer Joseph Carl Großwaldt und Christoph Theodor Petter und die Frankfurter Orgelbauer Köhler/Wegmann inspirieren. Sie lockerten die Prospekte durch geschwungene Harfenfelder und übereinander angebrachte Pfeifenfelder mit gegensätzlichen Formen auf kreative Weise auf. Die von Großwaldt aus Schlesien und Polen nach Hanau importierten Registernamen wie Flaut minor und Flaut maior, Praestanda und Quintviol übernahm Bürgy in seinen Orgeln. Besonders die Flaut minor und Flaut maior wurden ab der zweiten Hälfte des 18. Jahrhunderts für seine Instrumente charakteristisch. Seine Holzpfeifen weisen einen (annähernd) quadratischen Grundriss und wie bei Syer eine profilierte Vorschlagkante auf. Bürgy verwendete gerne das Register Salicional 8′ in seinen Orgeln. Zungenregister kamen nur bei großen oder bei Stadtorgeln zum Einsatz.

## Werkliste
Kursivschreibung zeigt an, dass die Orgel nicht oder nur noch das historische Gehäuse erhalten ist. In der fünften Spalte bezeichnet die römische Zahl die Anzahl der Manuale und ein großes „P“ ein selbstständiges Pedal. Die arabische Zahl gibt die Anzahl der klingenden Register an. Die letzte Spalte bietet Angaben zum Erhaltungszustand oder zu Besonderheiten.
| Jahr         | Ort                      | Gebäude                         | Bild | Manuale | Register | Bemerkungen |
| ------------ | ------------------------ | ------------------------------- | ---- | ------- | -------- | --- |
| 1764         | Rod am Berg              | Ev. Kirche                      |      | I/P     | 10       | Neubau; 1912 ersetzt |
| 1765–1766    | Rodheim vor der Höhe     | Kleine Kirche                   |      | I/P     | 10       | Neubau; 1901 beim Kirchenbrand zerstört |
| 1768         | Frankfurt-Bockenheim     | Französische Reformierte Kirche |      | II/P    | 17       | Neubau; Verkauf 1791 an die Evangelische Kirche Diedenbergen und dort erhalten; 2018 restauriert                                                                           |
| 1778         | Rodheim vor der Höhe     | Ref. Kirche                     |      |         |          | Neubau; nicht erhalten |
| 1783         | Wehrheim                 | Evangelische Kirche             |      | I/P     | 16       | Neubau; weitgehend erhalten |
| 1784         | Ossenheim                | Ev. Kirche                      |      | I/P     | 9        | Neubau; 1908 durch Förster & Nicolaus ersetzt |
| 1782–1787    | Bad Homburg vor der Höhe | Schlosskirche                   |      | III/P   | 38       | Neubau; 1989 Orgelwerk durch Firma Förster & Nicolaus rekonstruiert; Prospekt erhalten                                                                                     |
| 1787 (1767?) | Biebergemünd-Bieber      | Untere Kirche                   |      | I/P     | 5        | Neubau; 2003 Rekonstruktion des Prospekts durch Andreas Schmidt anhand eines Fotos der Orgel in Birstein von Peter Schleich; keine historische Substanz von Bürgy erhalten |
| 1787         | Langen-Bergheim          | Ev. Kirche                      |      | I/P     | 12       | Neubau; 1870 Erweiterungsumbau durch Jacob Köhler auf II/P/15; Gehäuse und einige Register erhalten                                                                        |
| 1789         | Düdelsheim               | Ev. Kirche                      |      |         |          | Neubau; nicht erhalten |
| 1789         | Rohrbach (Büdingen)      | Ev. Kirche                      |      | I/P     | 10       | Neubau; weitgehend erhalten → Orgel |
| 1789         | Wöllstadt                | Ev. Kirche                      |      |         |          | Neubau; 1834 ersetzt |
| 1789–1790    | Ober-Eschbach            | Ev. Kirche                      |      | I/P     | 8        | Neubau; 1849 ersetzt |
| 1789–1793    | Oberursel (Taunus)       | St. Ursula                      |      | II/P    | 26       | Neubau, von Philipp Heinrich Bürgy vollendet; 1923 durch Orgel von Klais ersetzt; 1960 Neubau von Förster & Nicolaus; Prospekt erhalten                                    |
| 1790er       | Oberkleen                | St. Michaelis                   |      | I/P     | 10       | Zuschreibung; nach seinem Tod durch seine Söhne vollendet; später um zwei Register auf I/P/12 erweitert, weitgehend erhalten                                               |

Außerdem ist in der Sammlung Otto Heuss Bad Kreuznach ein Fortepiano aus dem Jahre 1780 erhalten.